# Großsteingrab Fladhøjgård
Das Großsteingrab Fladhøjgård war eine megalithische Grabanlage der jungsteinzeitlichen Nordgruppe der Trichterbecherkultur im Kirchspiel Vejby in der dänischen Kommune Gribskov. Es wurde im 19. Jahrhundert zerstört.

## Lage
Das Grab lag südwestlich von Fladhøjgård auf einem Feld. In der näheren Umgebung gab es mehrere weitere megalithische Grabanlagen. Etwa 500 m westsüdwestlich befand sich das Großsteingrab Unnerupgård. Etwa 650 m westlich lagen die Großsteingräber Ådyssegård 1 und Ådyssegård 2.

## Forschungsgeschichte
In den Jahren 1886 und 1937 führten Mitarbeiter des Dänischen Nationalmuseums Dokumentationen der Fundstelle durch. Dabei konnten keine baulichen Überreste mehr festgestellt werden.

## Beschreibung

### Architektur
Die Anlage besaß eine Hügelschüttung unbekannter Form und Größe. Die Grabkammer hatte einen länglichen Grundriss. Zu ihrer Orientierung und ihren Maßen liegen keine Angaben vor. An der Ostseite der Kammer befand sich ein Gang.

### Funde
In dem Grab wurden Keramikscherben und verbrannte Knochen gefunden. Eventuell handelte es sich um eine Nachbestattung aus jüngerer Zeit.